# Mogul (rodiggio)

Schema del rodiggio, orientato da sinistra a destra.

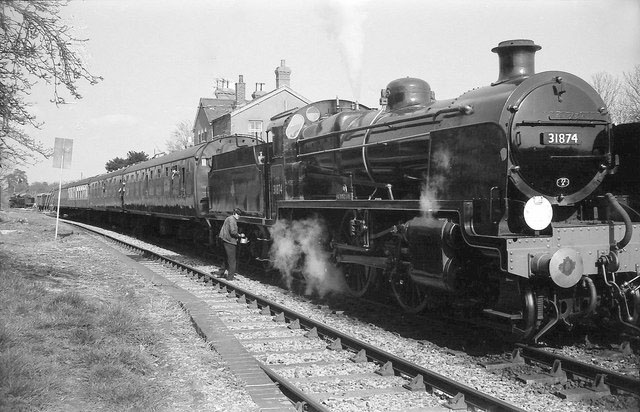
L'unica locomotiva classe N ancora esistente, la n. 31874, sulla Mid Hants Railway, nell'aprile 1978

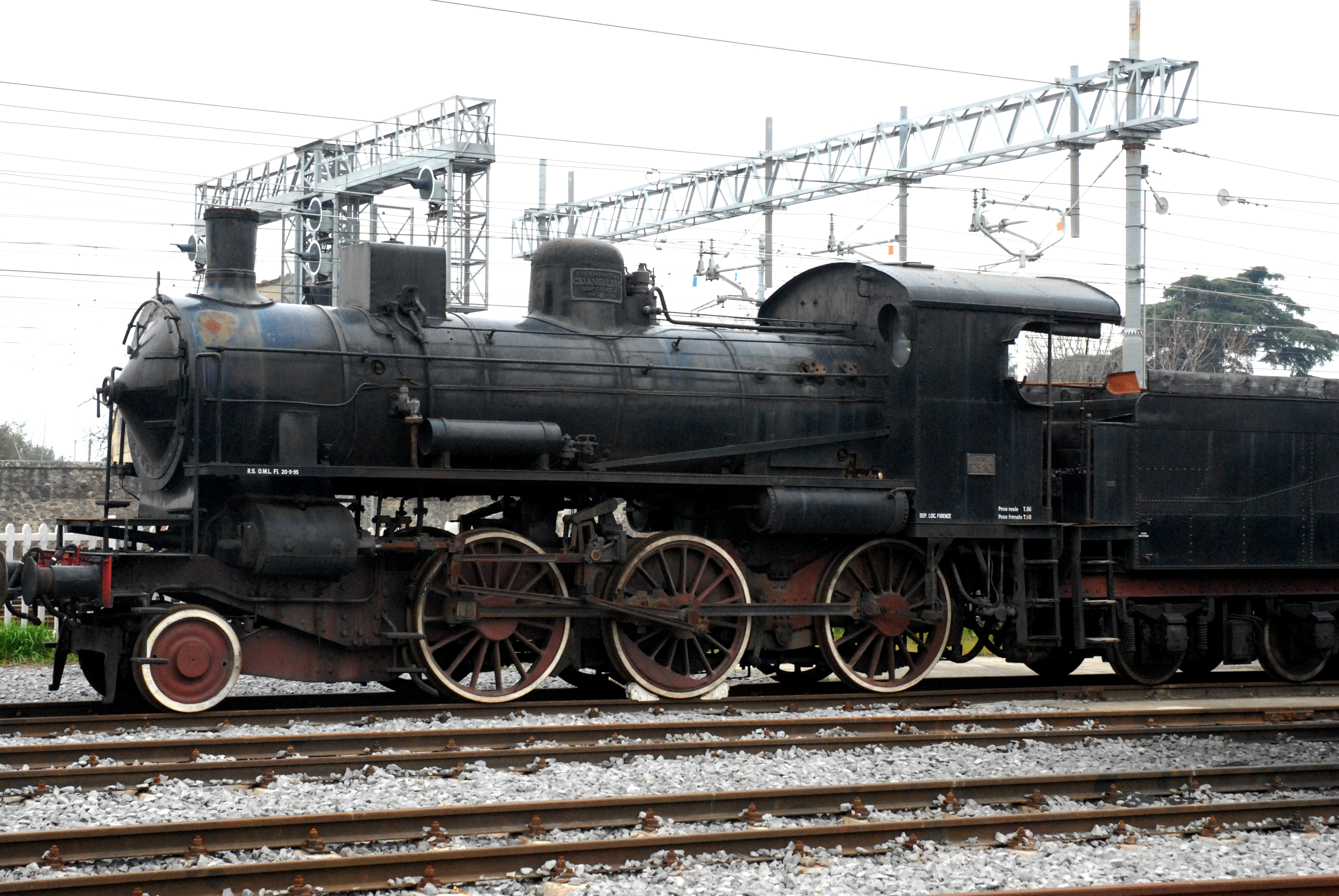
Un Mogul italiana: la Gr.625 FS

Il termine Mogul è associato al particolare rodiggio di una locomotiva a vapore che ha un asse anteriore portante e tre assi motori accoppiati.
Nella notazione Whyte tale rodiggio viene indicato come 2-6-0. Negli Stati Uniti le locomotive con tale rodiggio furono costruite dai primi anni sessanta del XIX secolo fino agli anni venti del XX secolo. Fra le "Mogul" realizzate figurano il gruppo italiano gruppo 600 e le sue derivazioni progettuali o le unità classe N della South Eastern and Chatham Railway.
Altre classificazioni equivalenti sono:
- classificazione francese: 130
- classificazione UIC: 1 C
- classificazione turca: 34
- classificazione svizzera: 3/4